# Colibrí de Dupont
El colibrí de Dupont (Tilmatura dupontii) és una espècie d'ocell de la subfamília dels troquilins (Trochilinae) dins la família dels troquílids (Trochilidae). Habita boscos i garrigues de Mèxic i Amèrica Central, a les terres altes des de Sinaloa, Jalisco, Colima, Michoacán, Districte Federal, Morelos i oest de Veracruz cap al sud fins al nord de Nicaragua. És l'única espècie del gènere Tilmatura Reichenbach, 1854